# Liste der Biografien/Esi
Liste der Biografien |
Portal Biografien |
Personensuche
# |
A |
B |
C |
D |
E |
F |
G |
H |
I |
J |
K |
L |
M |
N |
O |
P |
Q |
R |
S |
T |
U |
V |
W |
X |
Y |
Z |
?
 
Ea |
Eb |
Ec |
Ed |
Ee |
Ef |
Eg |
Eh |
Ei |
Ej |
Ek |
El |
Em |
En |
Eo |
Ep |
Eq |
Er |
Es |
Et |
Eu |
Ev |
Ew |
Ex |
Ey |
Ez
 
Esa |
Esb |
Esc |
Esd |
Ese |
Esf |
Esg |
Esh |
Esi |
Esk |
Esl |
Esm |
Esn |
Eso |
Esp |
Esq |
Esr |
Ess |
Est |
Esu |
Esw |
Esz
Die Liste der Biografien führt alle Personen auf, die in der deutschsprachigen Wikipedia einen Artikel haben. Dieses ist eine Teilliste mit 19 Einträgen von Personen, deren Namen mit den Buchstaben „Esi“ beginnt.

## Esi

### Esia
- Esiah (* 1983), deutscher Rapper und Songwriter
- Esiason, Boomer (* 1961), US-amerikanischer American-Football-SpielerBoomer Esiason (* 1961)

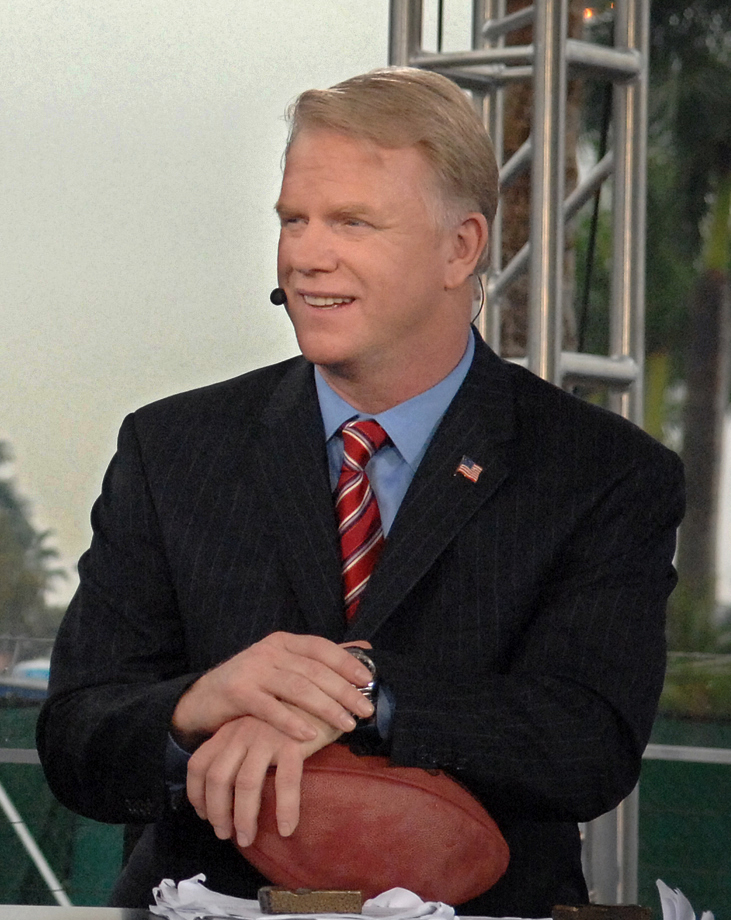
Boomer Esiason (* 1961)

### Esic
- Esich, Arnold (1501–1547), Bremer Ratsherr und Bürgermeister
- Esich, Elert (1508–1554), Bremer Ratsherr und Bürgermeister
- Esich, Johann (1518–1578), Bremer Bürgermeister
- Esich, Johann (1557–1602), deutscher Pädagoge, Prediger und Historiker
- Esico († 1026), Bischof des dänischen Bistums Schleswig
- Esico von Ballenstedt, Graf von Ballenstedt

### Esie
- Esien, Jocelyn Jee (* 1979), britische Schauspielerin und Drehbuchautorin

### Esig
- Esigie, Oba, Herrscher des Königreichs von Benin

### Esih
- Esih, Morana (* 1985), kroatische Badmintonspielerin

### Esik
- Esiko von Merseburg († 1004), Graf von Merseburg und Kaiserlicher Truchsess

### Esin
- Esin, Seyfullah (1902–1982), türkischer Diplomat
- Esina, Olga (* 1986), russische Balletttänzerin
- Esinencu, Nicoleta (* 1978), moldauische Autorin
- Esinger, Adele (1844–1923), österreichische Malerin und Schauspielerin
- Esinger, Hermine (1852–1939), österreichische Pianistin

### Esir
- Esiri, Peter (* 1928), nigerianischer Dreispringer

### Esis
- Esis Steines Jorge, Caihame (* 1987), brasilianischer Fußballspieler